# 패트릭 사이츠
데이비드 패트릭 사이츠(영어: David Patrick Seitz, 1978년 3월 17일 ~ )는 미국의 성우, 더빙감독이다. 비디오게임 철권, 블레이블루, 스타크래프트, 리그 오브 레전드 등의 성우로 참여했고 《블리치》, 《원피스》, 《킬라킬》에도 참여했다.

## 성우 출연작 목록

### 일본 애니메이션
- 교향시편 유레카 세븐 - 찰스 빔스
- 블리치 - 쿠로사키 잇신
- 원피스 - 프랑키
- 죠죠의 기묘한 모험 스타더스트 크루세이더스 - 디오 브란도
- 킬라킬 - 가마고리 이라
- 헬싱 - 루크 밸런타인

### 비디오 게임
- 블레이블루 - 라그나
- 스타크래프트 2 - 아르타니스
- 철권 - 밥
- 트랜스포머: 워 포 사이버트론 - 실버볼트
- 쿠키런: 킹덤 - 다크카카오 쿠키

### 영화
- 인사이드 아웃 - 엑스트라
  - 라일리의 첫 번째 데이트? - 아빠의 기쁨